# Coleophora sardiniae
Coleophora sardiniae é uma espécie de mariposa do gênero Coleophora pertencente à família Coleophoridae.